# Ellie Harvie
Ellie Anne Harvie (Belleville, 7 aprile 1965) è un'attrice e sceneggiatrice canadese.
È nota per aver interpretato Morticia Addams nel telefilm La nuova famiglia Addams e per aver interpretato la dottoressa Lindsey Novak nella serie Stargate Atlantis; è anche apparsa nelle serie Cupoido, X-files, Nightscream e nel film Il sesto giorno.

## Filmografia

### Cinema
- Un tipo imprevedibile, regia di Dennis Dugan (1996)
- Mr. Magoo, regia di Stanley Tong (1997) - scene cancellate
- Il fuggitivo della missione impossibile, regia di Pat Proft (1998)
- Il sesto giorno, regia di Roger Spottiswoode (2000)
- Un poliziotto a 4 zampe 3, regia di Joel Bergvall (2002)
- Miracle, regia di Gavin O'Connor (2004)
- The Wild Guys, regia di William Gereghty (2004)
- The Foursome, regia di William Dear (2006)
- Supercuccioli nello spazio, regia di Robert Vince (2009)
- Qualcosa di speciale, regia di Brandon Camp (2009)
- Una notte con Beth Cooper, regia di Chris Columbus (2009)
- Supercuccioli a Natale - Alla ricerca di Zampa Natale, regia di Robert Vince (2009)
- L'acchiappadenti, regia di Michael Lembeck (2010)
- Quella casa nel bosco, regia di Drew Goddard (2011)
- Supercuccioli a caccia di tesori (Treasure Buddies), regia di Robert Vince (2012)
- Locked in a Garage Band, regia di Jennifer Westcott (2012)
- The Bouquet, regia di Anne Wheeler (2013)
- Supercuccioli - I veri supereroi, regia di Robert Vince (2013)

### Televisione

#### Serie tv
- Broken Badges - serie TV, 1 episodio (1991)
- Palace Guard - serie TV, 1 episodio (1991)
- Il commissario Scali (The Commish) - serie TV, 1 episodio (1993)
- X-Files (The X Files) – serie TV, episodi 1x17 (non accreditata) - 3x19 (1996) (1994-1996)
- Poltergeist - serie TV, 2 episodi (1997)
- Super Dave's All Stars - serie TV, 1 episodio (1997)
- Scuola di polizia (Police Academy: The Series) - serie TV, 1 episodio (1997)
- Cupido – serie TV, 1 episodio (1998)
- La nuova famiglia Addams (The New Addams Family) – serie TV, 65 episodi (1998-1999)
- Storie incredibili (Amazing Stories) - serie TV,1 episodio (2000)
- P.R. - serie TV, 1 episodio (2000)
- Cold Squad - Squadra casi archiviati (Cold Squad) - serie TV, 2 episodi (2002)
- Andromeda - serie TV, 1 episodio (2002)
- JAG - Avvocati in divisa (JAG) - serie TV, episodio 7x20 (2002)
- The Dead Zone - serie TV, 1 episodio (2004)
- Romeo! - serie TV, 1 episodio (2004)
- Stargate Atlantis - serie TV, 2 episodi (2005)
- The Collector - serie TV, 1 episodio (2006)
- The L Word - serie TV, 1 episodio (2006)
- Blood Ties - serie TV, 1 episodio (2007)
- Men in Trees - Segnali d'amore (Men in Trees) - serie TV, 1 episodio (2007)
- Psych - serie TV, 1 episodio (2007)
- Shoot Me Now - serie TV, 1 episodio (2008)
- Robson Arms - serie TV, 1 episodio (2008)
- Sanctuary - serie TV, 1 episodio (2008)
- The Triple Eight - serie TV, 1 episodio (2008)
- Smallville - serie TV, 1 episodio (2011)
- Chaos - serie TV, 1 episodio (2011)
- Eureka - serie TV, 1 episodio (2011)
- The Crucible - serie TV, 1 episodio (2011)
- Captain Starship - serie TV, 1 episodio (2011)
- R. L. Stine's The Haunting Hour - serie TV, 1 episodio (2012)
- Supernatural - serie TV, 1 episodio (2014)
- Detective McLean - serie TV, 2 episodi (2015)
- Some Assembly Required - serie TV, 45 episodi (2014-2016)

#### Film tv
- Christmas on Division Street - film TV (1991)
- Channel 92 - film TV (1995)
- Dog's Best Friend - film TV (1997)
- Nella notte... un grido - film TV (1997)
- The Accident: A Moment of Truth Movie - film TV (1997)
- Principal Takes a Holiday - film TV (1998)
- Una ragazza facile - film TV (1998)
- Up, Up, and Away! - film TV (2000)
- The Sports Pages - film TV (2001)
- The Western Alienation Comedy Hour - film TV (2002)
- Croon - film TV (2002)
- Ombre del passato (Not My Life), regia di John Terlesky – film TV (2006)
- La leggenda della sirena - film TV (2006)
- Le vere luci del Natale - film TV (2006)
- My Baby Is Missing - film TV (2007)
- Love Notes, regia di David Weaver (2007)
- Gym Teacher: The Movie - film TV (2008)
- La rivolta di Natale - film TV (2010)
- Battle of the Bulbs - film TV (2010)
- Il mio nome e Piper Rose - film TV (2011)
- Holiday Heist - Mamma, ho visto un fantasma (Home Alone: The Holiday Heist), regia di Peter Hewitt - film TV (2012)
- Restless Virgins, regia di Jason Lapeyre - film TV (2013)
- Un amore dolce (Love by Chance), regia di Gary Harvey - film TV (2016)

### Cortometraggi
- Company Man (2005)
- Il Valet (2008)
- Anxious Oswald Greene (2014)
- Meet Cute (2016)

### Doppiatrice
- Space Chimps - Missione spaziale (2008)
- Kid vs. Kat - Mai dire gatto - serie TV, 6 episodi (2009)

## Doppiatrici italiane
Nelle versioni in italiano, Ellie Harvie è stata doppiata da:
- Monica Gravina in La nuova famiglia Addams
- Lilli Manzini in The Bouquet
- Cinzia Massironi in Holiday Heist - Mamma, ho visto un fantasma